# Van (Texas)
Van is een plaats (city) in de Amerikaanse staat Texas, en valt bestuurlijk gezien onder Van Zandt County.

## Demografie
Bij de volkstelling in 2000 werd het aantal inwoners vastgesteld op 2362.
In 2006 is het aantal inwoners door het United States Census Bureau geschat op 2598, een stijging van 236 (10,0%).

## Geografie
Volgens het United States Census Bureau beslaat de plaats een oppervlakte van
7,7 km², geheel bestaande uit land. Van ligt op ongeveer 172 m boven zeeniveau.

## Plaatsen in de nabije omgeving
De onderstaande figuur toont nabijgelegen plaatsen in een straal van 24 km rond Van.